# Football Club Bolzano 1996

Logo

Le Football Club Bolzano 1996 était un club de football de Bolzano, dans la province autonome de Bolzano.
Fondé en 1931 et refondé en 1996, elle a participé à un tournoi de Serie B en 1947. Son premier nom était Associazione Calcio Bolzano.
En 2015 elle s'est unie à l'Associazione Calcio Virtus Don Bosco (équipe ayant sa siège social dans le quartier de Don Bosco à Bolzano) pour constituer un nouveau club appelé Associazione Calcio Virtus Bolzano.
En 2017, le club cesse son activité.